# Fabian Passamonte

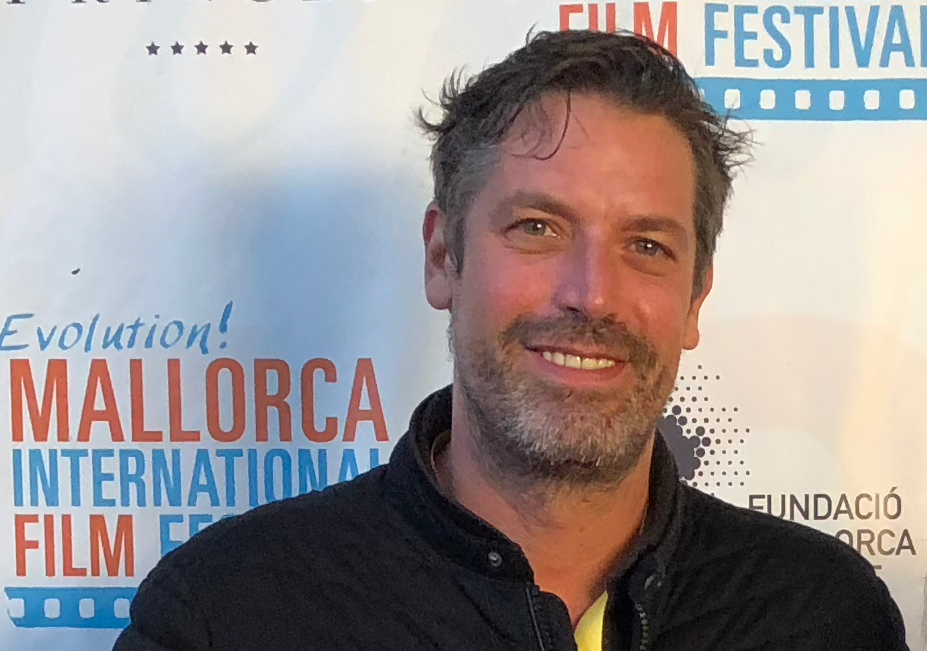
Fabian Passamonte in 2018

Fabian Joest Passamonte (* 10. Juli 1973 in Frankfurt am Main) ist ein deutscher Schauspieler, Regisseur, Autor und Produzent.

## Leben
Fabian Joest Passamonte wuchs im Taunus auf. Sein Vater war Deutscher und seine Mutter ist Argentinierin. Von 1998 bis 2000 lebte Passamonte in New York und machte dort seine Ausbildung zum Schauspieler am Lee Strasberg Theatre and Film Institute sowie am HB Studio. Später studierte Fabian Joest Passamonte die Meisner-Technik am Actors Space in Berlin bei Mike Bernardin.
Nach Engagements an Theatern mit Stationen in New York, Barcelona, Hamburg und Berlin, schloss sich Joest Passamonte dem Filmkollektiv „Co/Ma“ des Filmemachers Mike Figgis an.
Passamonte gründete 2012 mit einer Gruppe von Schauspielern und Regisseuren (Gründungsmitglieder: Karin Hanczewski, Ina Maria Jaich, Kristin Suckow, Merlin Leonhardt, Jakob Creutzburg, Moritz Leu, Martin Zillmann und Denise Ankel) das „Eyduna Ensemble“, das in Berlin-Kreuzberg in einem Studio am Kottbusser Tor regelmäßig probt und spielt. Mit Teilen des Ensembles drehte er 2014 sein Langfilm-Debüt als Regisseur, den improvisierten Kinofilm UMP. Der Film wurde nach den FOGMA-Prämissen gedreht.
Von 2011 bis 2013 stand Passamonte im Berliner Theater Ballhaus Naunynstraße unter der Regie von Züli Aladag auf der Bühne, bei dem Theaterparkur „Paragraph 301 – Die beleidigte Nation“ in dem Stück „Neden? (Warum?)“.
2016 war er in der Hauptrolle des ZDF-Films Ein Sommer auf Lanzarote von Jophi Ries zu sehen. Im gleichen Jahr spielte er die Rolle des Schnurrbert im Kinofilm Mängelexemplar von Laura Lackmann, der auf Sarah Kuttners gleichnamigem Roman basiert.
2017 übernahm Fabian Joest Passamonte die Hauptrolle des Carls in den Film Intomesee von Xenia Pieper, an der Seite von Antonia Bill und Grégoire Gros. Der Film feierte 2018 Weltpremiere bei den Biberacher Filmfestspielen.
2019 drehte Passamonte in einer Gastrolle für den Kinofilm Wunderschön von Karoline Herfurth in Berlin und Umgebung.
Bei dem Evolution! Mallorca International Filmfestival gehörte Passamonte 2019 der Jury an.
2020 veröffentlichte Passamonte den Kurzfilm The Electrishman & the three Elves mit Lorenzo Pons Cabalin, Karin Hanczewski, Kristin Suckow und Ina Maria Jaich in den Hauptrollen. Der Film feierte am 2. August 2020 im Rahmen des Atlantida-Filmfests im Es Balluard Museum in Palma de Mallorca Premiere. Von August bis Dezember 2020 wurde der Film auf 52 internationale Filmfestivals eingeladen und gewann 14 Preise, unter anderem als „bester Debütfilm“ und „bester Kurzfilm“ sowie für die „beste Regie“ und die „beste Kamera“.
Im November 2020 begann Fabian Joest Passamonte in Berlin die Dreharbeiten zu dem ARD-Film Zero – sie wissen was du tust, die Romanverfilmung des Bestsellers von Marc Elsberg, nach einem Drehbuch von Johannes Betz. Inszeniert von Regisseur und Oscar-Preisträger Jochen Alexander Freydank, spielt Passamonte den Avatar Phillip Bonsant, unter anderem an der Seite von Hauptdarstellerin Heike Makatsch.
Fabian Joest Passamonte lebt in Berlin und wird von Angela Hobrig repräsentiert.

## Filmografie (Auswahl)
- 1999: Singles
- 2000: Denninger
- 2000: Tompkins Park
- 2001: Der Clown
- 2001: Mein Vater und andere Betrüger
- 2002: Home Run
- 2002: Roma No Paga Traidores
- 2002: S.O.S. Barracuda
- 2002: Tödliches Rendezvous
- 2003: Denninger
- 2003: Dr. Sommerfeld
- 2004: Bei hübschen Frauen sind alle Tricks erlaubt
- 2004: Der Traum ihres Lebens
- 2004: Fliehendes Land
- 2005: Matter of Time
- 2006: Annas Albtraum kurz nach 6
- 2006: Die Anwälte
- 2007: Die Helden der Nachbarschaft
- 2007: Schloss Einstein
- 2008: Weitertanzen
- 2008: Die Bienen
- 2008: Mystery Challenge
- 2008: They Call us Candygirls
- 2009: Astigmatismo
- 2009: Countdown
- 2010: Der Kriminalist
- 2010: Who Cycles?
- 2012: Toni Costa – Kommissar auf Ibiza
- 2014: Tears (Kurzfilm)
- 2014: Never let go
- 2015: SOKO Wismar
- 2015: In der Familie
- 2016: Ein Sommer auf Lanzarote
- 2017: Der lange Sommer der Theorie
- 2017: Notruf Hafenkante – Ein neuer Anfang
- 2017: Mängelexemplar
- 2017: Intomesee
- 2019: Rate Your Date
- 2019: Wunderschön
- 2020: Der Barcelona-Krimi: Entführte Mädchen (Fernsehreihe)
- 2020: Zero – Sie wissen, was du tust
- 2021: Zero
- 2022: Ein starkes Team: Die letzte Reise (Fernsehreihe)
- 2023: Der König von Palma (Fernsehserie)

## Theater (Auswahl)
- 2012 Proof, R: Mike Bernardin, Actors Space Ensemble
- 2011–2013 Die beleidigte Nation, R: Zueli Aladag, Ballhaus Naunynstrasse
- 2009–2010 Mitte Macchiato, Lesungen, Richard Kropf
- 2006–2007 Ein Mädchen in einem Auto mit einem Mann, R: Christian Reichel, Theaterfabrik Hamburg
- 2003 Besser Leben, R: Christian von Borries, Sophiensaele
- 2001–2009 Studio Teatro Barcelona, Ensemble-Mitglied, diverse Regisseure